# Roque Anambro
El roque de Anambro es un domo volcánico ubicado en el macizo de Anaga, en la isla de Tenerife —Canarias, España—. Alcanza una altitud de 864 m s. n. m. Se trata de un pitón fonolítico que adopta forma de aguja vertical de unos 75 m de altura visible. El roque Anambro, junto al Roque Chinobre, establecen la frontera sur de la reserva natural integral del Pijaral, y constituyen sendos elementos singularizados del paisaje, de interés científico, geológico y geomorfológico.

## Leyenda
Según una leyenda moderna, fue desde este roque desde donde Beneharo, Mencey de Anaga, se tiró al vacío después de huir de los conquistadores. Cuenta la leyenda que se subió a lo alto del roque Anambro y antes de saltar, Beneharo se cuestionó si era mejor rendirse o tirarse. Decidió morir en libertad y tras gritar ¡Guañoth Achamán! ("¡Ayúdame Dios mío!"), se lanzó al vacío. Se dice que cayó sobre un árbol el acebiño, impregnándolo de sangre. Cuentan que por eso el acebiño tiene los frutos rojos, debido a la sangre que derramó Beneharo.[cita requerida]